# Ladue Lake (Yukon)
Der Ladue Lake ist ein 2,53 km² großer See, der sich 55 km nordöstlich von Mayo im kanadischen Yukon-Territorium befindet. Der See befindet sich im Stammesgebiet der First Nation of Nacho Nyak Dun.

## Lage
Der Ladue Lake befindet sich 11 km nördlich von Keno City. Die Längsausdehnung des Sees in WNW-OSO-Richtung beträgt 3,4 km, die maximale Breite 1,1 km. Der See liegt auf einer Höhe von 717 m. Er ist bis zu 48 m tief. Der Keno Ladue River fließt vom nordöstlichen Seeufer nach Osten und mündet schließlich in den Stewart River. Eine Allrad-Piste zweigt von der „Mayo Elsa Road“ ab und führt zum Ladue Lake. Am See gibt es weder einen Campingplatz noch eine zugängliche Bootsrampe.

## Seefauna
Bei einer Untersuchung der Seefauna im Jahr 2017 wurde festgestellt, dass die Population von Amerikanischem Seesaibling geringer war, als zu erwarten war. Die Population an Heringsmaränen erschien dagegen als „stabil“.